# Episodi di F Is for Family (seconda stagione)
La seconda stagione della serie animata F Is for Family, composta da 10 episodi, è stata interamente pubblicata su Netflix il 30 maggio 2017, in tutti i paesi in cui il servizio è disponibile.
| nº | Titolo originale   | Titolo italiano         | Pubblicazione  |
| -- | ------------------ | ----------------------- | -------------- |
| 1  | Heavy Sledding     | Divertimento sulla neve | 30 maggio 2017 |
| 2  | A Girl Named Sue   | Una ragazza di nome Sue | 30 maggio 2017 |
| 3  | The Liar's Club    | Il club dei bugiardi    | 30 maggio 2017 |
| 4  | Night Shift        | Turno di notte          | 30 maggio 2017 |
| 5  | Breaking Bill      | Bill al limite          | 30 maggio 2017 |
| 6  | This is Not Good   | Non mi piace per niente | 30 maggio 2017 |
| 7  | Fight Night        | Notte di lite           | 30 maggio 2017 |
| 8  | F is for Fixing It | T è per tutto sistemato | 30 maggio 2017 |
| 9  | Pray Away          | Prega contro il male    | 30 maggio 2017 |
| 10 | Landing the Plane  | Dirottamento            | 30 maggio 2017 |

## Divertimento sulla neve
- Titolo originale: Heavy Sledding
- Diretto da: Romain Bounorre e Olivier Schramm
- Scritto da: Michael Price

### Trama
Tre settimane dopo essere stato licenziato, Frank si ritrova ancora disoccupato. In un giorno di nevicata Sue decide di portare la famiglia a divertirsi sulla neve, per uscire dalla loro crisi.

## Una ragazza di nome Sue
- Titolo originale: A Girl Named Sue
- Diretto da: Romain Bounorre e Olivier Schramm
- Scritto da: David Richardson

### Trama
Il vecchio capo di Frank, Bob Pogo, lo chiama per offrirgli un lavoro. Nel mentre Sue pensa a un cambiamento nella sua vita.

## Il club dei bugiardi
- Titolo originale: The Liar's Club
- Diretto da: Romain Bounorre e Olivier Schramm
- Scritto da: Bill Burr

### Trama
Dopo essere uscito, senza risolvere niente, dall'ufficio di disoccupazione, Frank si rivolge all'amico di Rosie, Smokey, per un lavoro, ma non prima di aver aiutato suo figlio Kevin a trasferire la sua camera nel seminterrato. Nel frattempo Sue ottiene un nuovo incarico come segretaria, ma viene maltrattata dai capi sessisti della sua azienda.

## Turno di notte
- Titolo originale: Night Shift
- Diretto da: Romain Bounorre e Olivier Schramm
- Scritto da: Emily Towers

### Trama
Frank ottiene un lavoro come uomo delle consegne ai distributori, per gentile concessione di Smokey. A causa di ciò però deve dormire durante il giorno e inizia perciò a trascurare la sua famiglia. Intanto Kevin e la sua band cercano di organizzare un loro concerto, mentre Sue ha un'idea per un nuovo prodotto Plast-a-Ware.

## Bill al limite
- Titolo originale: Breaking Bill
- Diretto da: Romain Bounorre e Olivier Schramm
- Scritto da: Joe Heslinga

### Trama
La tensione tra Frank e suo figlio Kevin è al limite, dopo che Frank scopre che suo figlio e la sua band stanno tenendo un concerto, nonostante il giorno dopo ci sia scuola. Nel frattempo Bill, dopo avere ricevuto il pagamento per il suo lavoro come ragazzo che consegna i giornali, cerca di acquistare un bastone da hockey, giusto in tempo per le selezioni, ma una discussione con il bullo locale, Jimmy, lo spinge oltre il limite. 

## Non mi piace per niente
- Titolo originale: This is Not Good
- Diretto da: Romain Bounorre, Olivier Schramm e Mike Roberts
- Scritto da: Henry Gammill

### Trama
Quando il nuovo lavoro di Frank prevede una sosta all'aeroporto, l'uomo si ritrova coinvolto in una situazione complicata con Bob. Kevin intanto cerca di ottenere un appuntamento con una ragazza che fa la parrucchiera, ma, a causa di problemi di erezione, lei lo caccia di casa, costringendolo ad andare a casa di Vic dove, a sorpresa, attrae l'attenzione della nuova ragazza di Vic. Inoltre Bill inizia a godere della sua vita da "fuorilegge", sollevando molte preoccupazioni al suo amico Phillip.

## Notte di lite
- Titolo originale: Fight Night
- Diretto da: Romain Bounorre, Olivier Schramm e Mike Roberts
- Scritto da: Eric Goldberg e Peter Tibbals

### Trama
Frank e Sue sono sul punto di rottura a causa di una grossa lite il giorno del loro anniversario, dopo essere stati chiamati a un incontro con l'insegnante di Maureen.

## T è per tutto sistemato
- Titolo originale: F is for Fixing It
- Diretto da: Romain Bounorre, Olivier Schramm e Mike Roberts
- Scritto da: Valeri Vaughn

### Trama
Mentre Frank e Sue cercano di affrontare i loro problemi coniugali, Kevin si sente colpevole per aver avuto un rapporto sessuale con la nuova ragazza di Vic. Intanto Jimmy cerca di rimediare alle sue malefatte, dopo essere stato rilasciato dalla Scuola Militare Cattolica, ma Phillip gli rivela il coinvolgimento di Bill nella sua incarcerazione, provocando Jimmy e facendolo tornare un bullo.

## Prega contro il male
- Titolo originale: Pray Away
- Diretto da: Romain Bounorre, Olivier Schramm e Mike Roberts
- Scritto da: Marc Wilmore

### Trama
Frank e Sue vanno in ritiro di coppia per ottenere aiuto da uno psichiatra religioso, quando il loro rapporto comincia a sfaldarsi. Nel frattempo Bill e i suoi amici cercano di affrontare un vendicativo Jimmy, mentre Kevin è costretto a rivelare a Vic quanto successo con la sua fidanzata.

## Dirottamento
- Titolo originale: Landing the Plane
- Diretto da: Romain Bounorre e Olivier Schramm
- Scritto da: Michael Price

### Trama
La fondatrice della Plast-a-Ware si prende il merito per l'idea di Sue, mentre Frank e i suoi vecchi colleghi tentano di liberarsi di Scoop, il nuovo manager mentalmente instabile, nipote di Roger Dunbarton. Inavvertitamente però il loro piano per liberarsi di lui li porta a essere coinvolti nel bel mezzo di un attacco terroristico causato dalle Pantere Nere.